# Karl Krause (Fußballspieler)
Karl Krause (* 8. August 1922) ist ein ehemaliger deutscher Fußballspieler. Als Spieler des FC Schalke 04 gewann er in der Saison 1950/51 in der damals erstklassigen Fußball-Oberliga West die westdeutsche Meisterschaft.

## Laufbahn
Der als Außenläufer und Verteidiger im damals praktizierten WM-System einsetzbare Spieler wurde beim Erler SV 08 im Nordosten von Gelsenkirchen groß. Im Zweiten Weltkrieg kam er in britische Gefangenschaft und wurde in das Kriegsgefangenenlager POW Camp 50 (heute die Byrchall High School) in Ashton-in-Makerfield, das zwischen St. Helens und Wigan liegt, verlegt. Er spielte dort mit Fußballern wie dem späteren Bremerhavener Günther Lühr und dem Bremer Bert Trautmann, der als späterer Torhüter von Manchester City zu einer Legende wurde. Nach Rückkehr aus der Gefangenschaft schloss er sich wieder seinem Heimatverein in Erle an. Er spielte mit den Grün-Weißen in der Bezirksliga und nahm zur Runde 1950/51 das Angebot von Schalke 04 an und wechselte in die Oberliga West.
Unter Trainer Fritz Szepan debütierte der Neuzugang aus Erle am ersten Spieltag, den 27. August 1950, beim 4:0-Heimerfolg gegen Alemannia Aachen in der Oberliga. Er bildete als rechter Außenläufer zusammen mit Paul Matzkowski und Willi Dargaschewski die Läuferreihe der „Knappen“-Elf. Schalke gewann mit einem Punkt Vorsprung vor Preußen Münster die Meisterschaft und Krause hatte 26 Ligaspiele absolviert. Mit Borussia Dortmund und dem 1. FC Köln hatten noch zwei weitere Mannschaften ernsthaft um die Meisterschaft gerungen. Neben dem Meisterschaftserfolg der „Kreisel-Söhne“ machte insbesondere der „100.000-Mark-Sturm“ aus Münster mit den Spielern Felix Gerritzen, Alfred Preißler, Rudolf Schulz, Siegfried Rachuba und Jupp Lammers in dieser Runde von sich reden.
In der Endrunde um die deutsche Fußballmeisterschaft belegte Schalke hinter der „Walter-Elf“ des 1. FC Kaiserslautern in den Gruppenspielen den zweiten Platz. Das Heimspiel gegen die Lauterer gewannen die „Königsblauen“ mit 3:2 Toren. Karl Krause spielte jetzt linker Verteidiger und bildete zusammen mit Walter Klimmek das Paar vor Torhüter Heinz Kersting. Krause absolvierte alle sechs Endrundenspiele.
In seinem zweiten Oberligajahr, 1951/52, erreichte Schalke die Vizemeisterschaft und Krause hatte in 13 Ligaspielen mitgewirkt. Mit dem Heimspiel am 8. Februar 1953 gegen Preußen Dellbrück endete seine Laufbahn nach insgesamt 40 Oberligaeinsätzen für Schalke 04.
Von Bert Trautmann ist bekannt, dass sein ehemaliger POW-Camp-Kollege im Jahr 1952 den Kontakt knüpfte, um den ManCity-Torhüter an den „Schalker Markt“ zu holen. Letztendlich scheiterte der Wechsel an der damals horrenden Ablöseforderung von 20.000 Pfund.